# R136
R136, meer bekend als RMC 136 (Radcliffe obs., Magellanic Clouds) is een supersterrencluster in de buurt van 30 Doradus (Tarantulanevel) in de Grote Magelhaense Wolk. Het is een jonge sterrenhoop met superreuzen of hyperreuzen, en is ontdekt door Feast, Thackeray en Wesselink (1960).
De cluster heeft een geschatte ouderdom van 1 tot 2 miljoen jaar.
De cluster omvat ten minste 39 bevestigde sterren van spectraalklasse O3 en verscheidene Wolf-Rayetsterren.
 Drie zeer lichtsterke sterren (R136a1, R136a2 en R136a3) domineren de cluster en zijn respectievelijk 0,10 en 0,48 boogseconde van elkaar verwijderd. De cluster heeft een massa van ongeveer 450.000 zonnemassa's, wat indiceert dat het mogelijk ooit een bolvormige sterrenhoop zal worden.

## Details
| Naam                     | Rechte klimming | Declinatie     | Magnitude | Spectraalklasse | SIMBAD |
| ------------------------ | --------------- | -------------- | --------- | --------------- | ------ |
| R136a                    | 05u 38m 43.3s   | −69° 06′ 08″   |           | Sterrenhoop     | SIMBAD |
| R136a1 (BAT99 108)       | 05u 38m 42,4s   | −69° 06′ 02,2″ | 12,77     | Wolf-Rayetster  | SIMBAD |
| R136a2 (BAT99 109)       | 05u 38m 42,5s   | −69° 06′ 02,2″ | 13,38     | Wolf-Rayetster  | SIMBAD |
| R136a3 (BAT99 106)       | 05u 38m 42,3s   | −69° 06′ 03,5″ | 12,93     | Wolf-Rayetster  | SIMBAD |
| R136 Ab (SNR B0538-69.2) | 05u 37m 51,6s   | −69° 10′ 23″   | 9,59      | Supernovarest   | SIMBAD |
| R136 Ac (PSR J0537-6910) | 05u 37m 47,6s   | −69° 10′ 20″   |           | Pulsar          | SIMBAD |
| R136b (BAT99 111)        | 05u 38m 42,8s   | −69° 06′ 03,1″ | 13,66     | O4              | SIMBAD |
| R136c (BAT99 112)        | 05u 38m 42,9s   | −69° 06′ 04,9″ | 12,86     | Wolf-Rayetster  | SIMBAD |